# 知立市図書館
知立市図書館（ちりゅうしとしょかん）は、愛知県知立市南新地2丁目3-3にある公共図書館。知立市歴史民俗資料館が併設されており、隣接して新地公園がある。
2016年度の図書館費は70,830,000円であり、図書購入費は16,772,000円だった。2016年度末の蔵書数は226,321点、2016年度の入館者数は237,756人、2016年度の貸出数は416,549点だった。2016年度末の人口は71,383人であるため、1人あたり貸出数は5.8点だった。

## 歴史

### 開館前
1921年（大正10年）4月1日、西新地の碧海郡知立町役場北側に知立町公会堂が建設された。交通至便な知立駅（旧駅）の近くにあった知立町公会堂は木造平屋建てであり、ホール、応接室、小会議室の3室からなる当時としては斬新な建物だった。敷地面積は647m2であり、建物面積は495m2、収容人員は300人だった。
太平洋戦争後の1949年（昭和24年）に社会教育法が施行され、各地に社会教育の拠点として公民館が設立されるようになると、知立町は公民館条例を制定し、1950年（昭和25年）6月2日に知立町公会堂の建物を公民館とした。知立町公民館には図書も置かれ、町民によって読書会などが開催された。
愛知県図書館は1951年度（昭和26年度）から移動図書館の巡回を行い、知立町のような図書館未設置自治体のステーションを巡回した。1975年（昭和50年）の西三河地方における図書館未設置自治体2市5町（知立市・高浜市・一色町・吉良町・幡豆町・幸田町・額田町）の中では、5,978冊を貸出した知立市がもっとも貸出冊数が多かった。1978年（昭和53年）5月に知立市中央公民館が建設されると知立市公会堂は取り壊され、跡地は知立駅前駐車場となった。

### 開館後

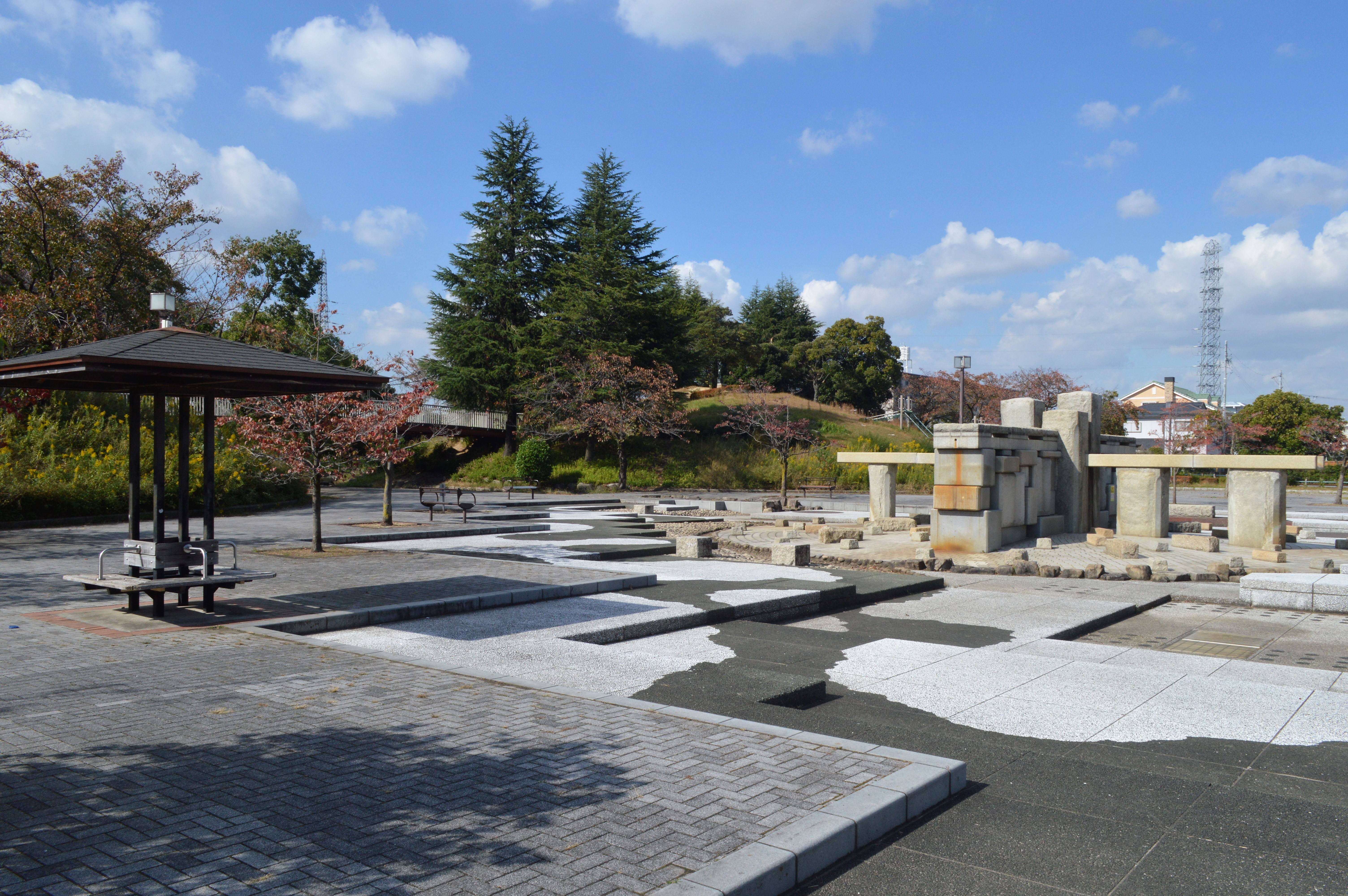
隣接する新地公園

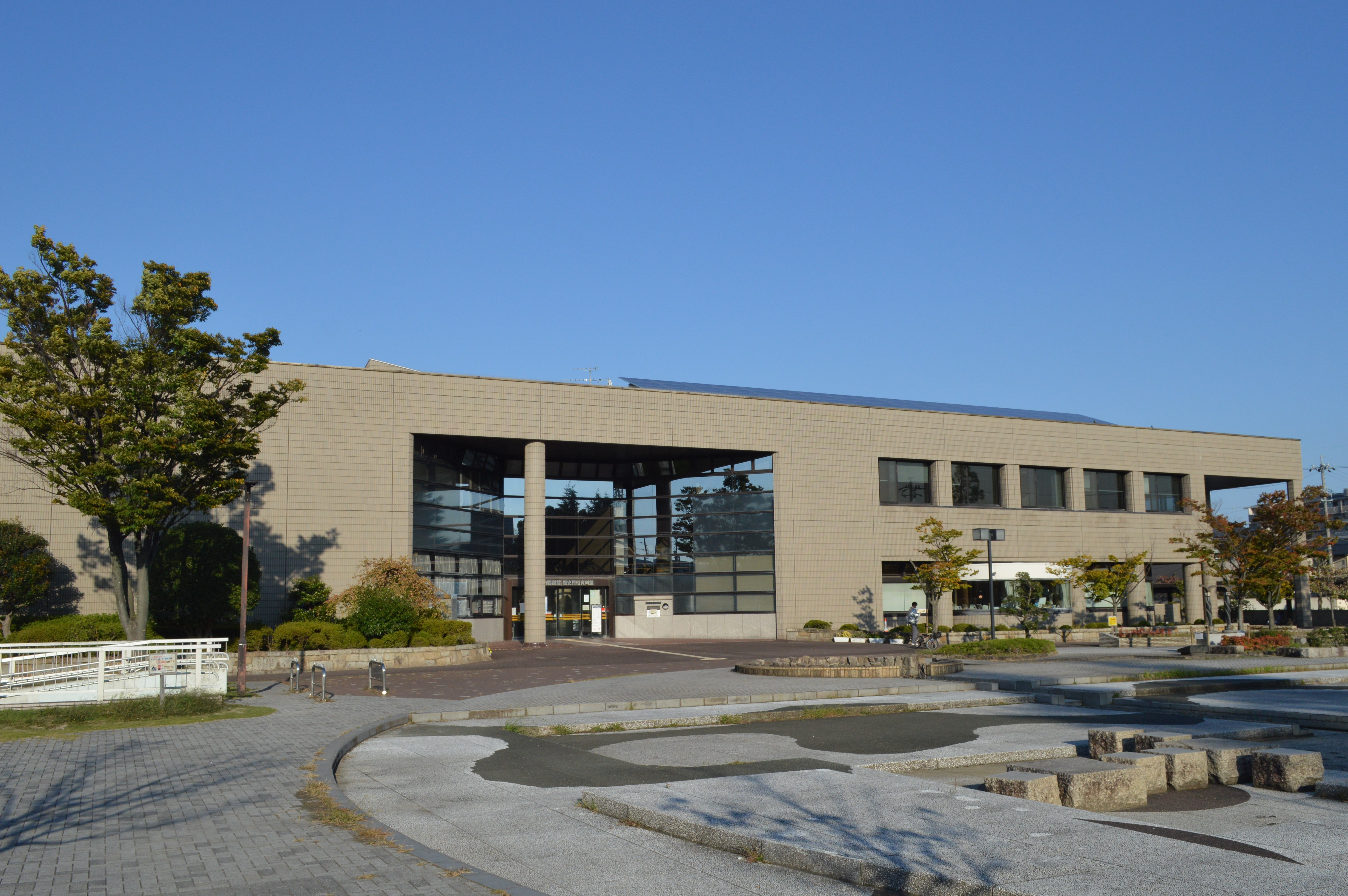
新地公園と知立市図書館

1985年（昭和60年）4月には知立市教育委員会社会教育課に図書館建設係が設置され、8月には「図書館及び歴史民俗資料館建設準備協議会」が発足した。1986年（昭和61年）6月に図書館と資料館の複合施設の建設に着手し、この建物は1987年（昭和62年）3月に竣工した。1987年10月22日、知立市図書館と知立市歴史民俗資料館がそろって開館した。建設費は約9億1000万円。名鉄バスは知立駅から知立団地に向かう路線を設けていたが、図書館開館と同時に「弘栄」バス停を図書館近くに移転させ、「知立図書館」バス停に改称している。
開館後2か月間の入館者数は3万7750人となり、10万都市並の数字とされた。1988年度（昭和63年度）末の知立市の人口は52,302人、蔵書数は54,064冊であり、市民1人あたりの蔵書数が1冊を超えた。1989年度末（1990年3月31日）時点の蔵書冊数は70,505冊、1989年度の入館者数は179,902人、1989年度の貸出冊数は150,729冊だった。
図書館開館時点の周囲は土地区画整理事業の最中で荒地も目立ったが、図書館南側の1万5000平方メートルの敷地に新地公園の建設を計画。1990年（平成2年）10月28日には図書館の南側に、知立市制20周年記念事業として新地公園が開園。開園記念イベントとして、CBCテレビ「お祭りだからぜ～んぶアイドル」の公開録音などが行われ、咲浜小百合、藤井一子、西村知美が来園した。
1992年度末には蔵書数（104,014冊）が10万冊を超えた。1993年（平成5年）2月には愛知県図書館とコンピュータで結ばれた。1999年（平成11年）5月には延べ入館者数が300万人を突破した。2004年（平成16年）3月にはインターネットによる蔵書検索サービス(OPAC)を開始した。2006年（平成18年）2月にはDVDの貸出を開始し、2007年（平成19年）4月には乳児へのブックスタート事業を開始した。2008年度（平成20年度）には蔵書数（206,117点）が20万冊を超えた。

## 施設
建物の正面玄関を入るとロビーがあり、知立市の花であるカキツバタをデザインした吹き抜けの大壁画がある。ロビーから見て右手が知立市図書館、左手が知立市歴史民俗資料館である。図書館に入ると左側に受付カウンターがあり、カウンターの正面には一般図書、右側には児童図書がある。
ロビーから階段を上がると2階にも図書館のカウンターがあり、2階にある特別閲覧室、郷土参考資料室、視聴覚室の利用案内を行っている。郷土参考資料室には秋田病院初代開設者の秋田政昭から寄贈された秋田満子文庫がある。

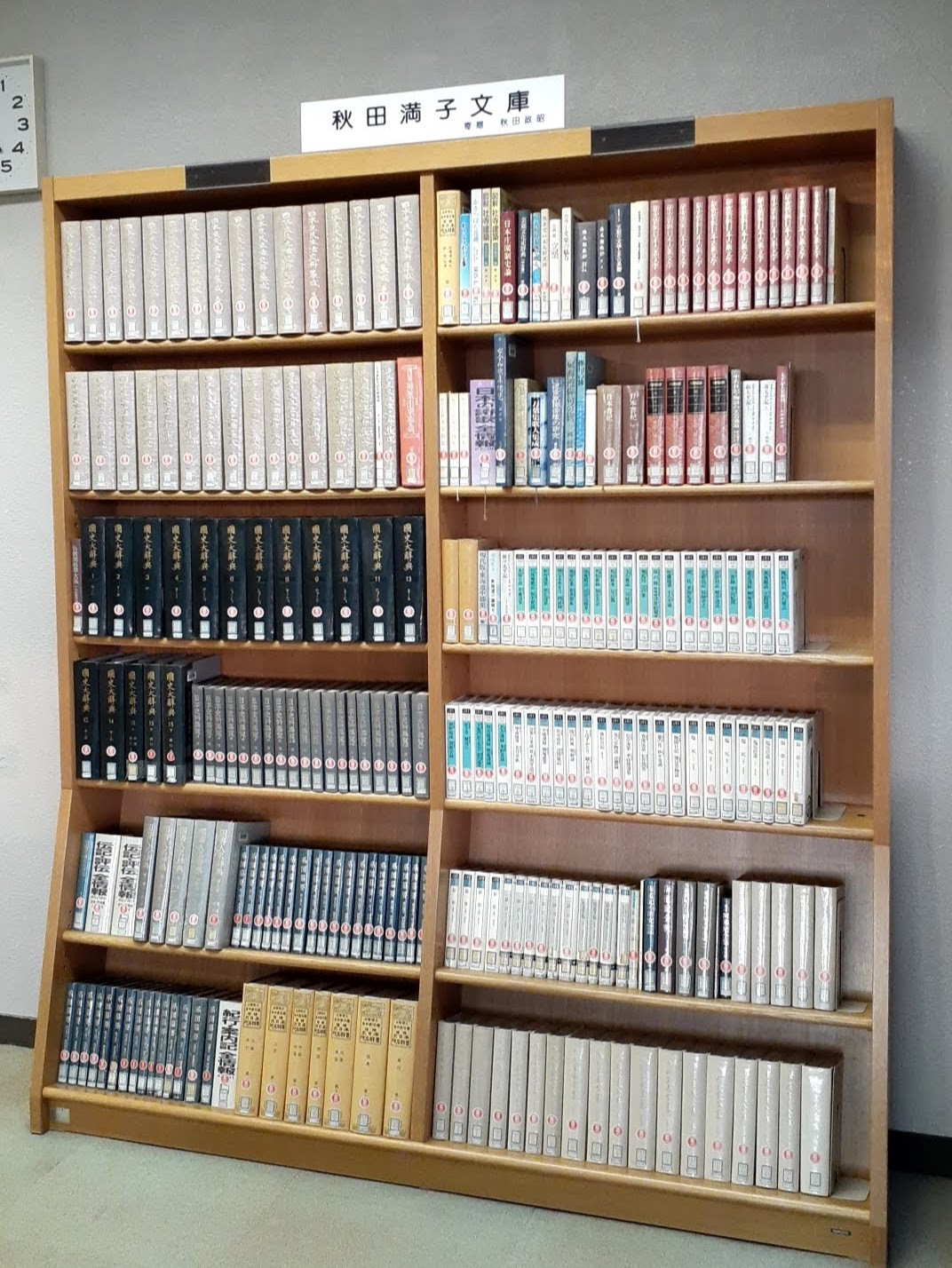
秋田満子文庫
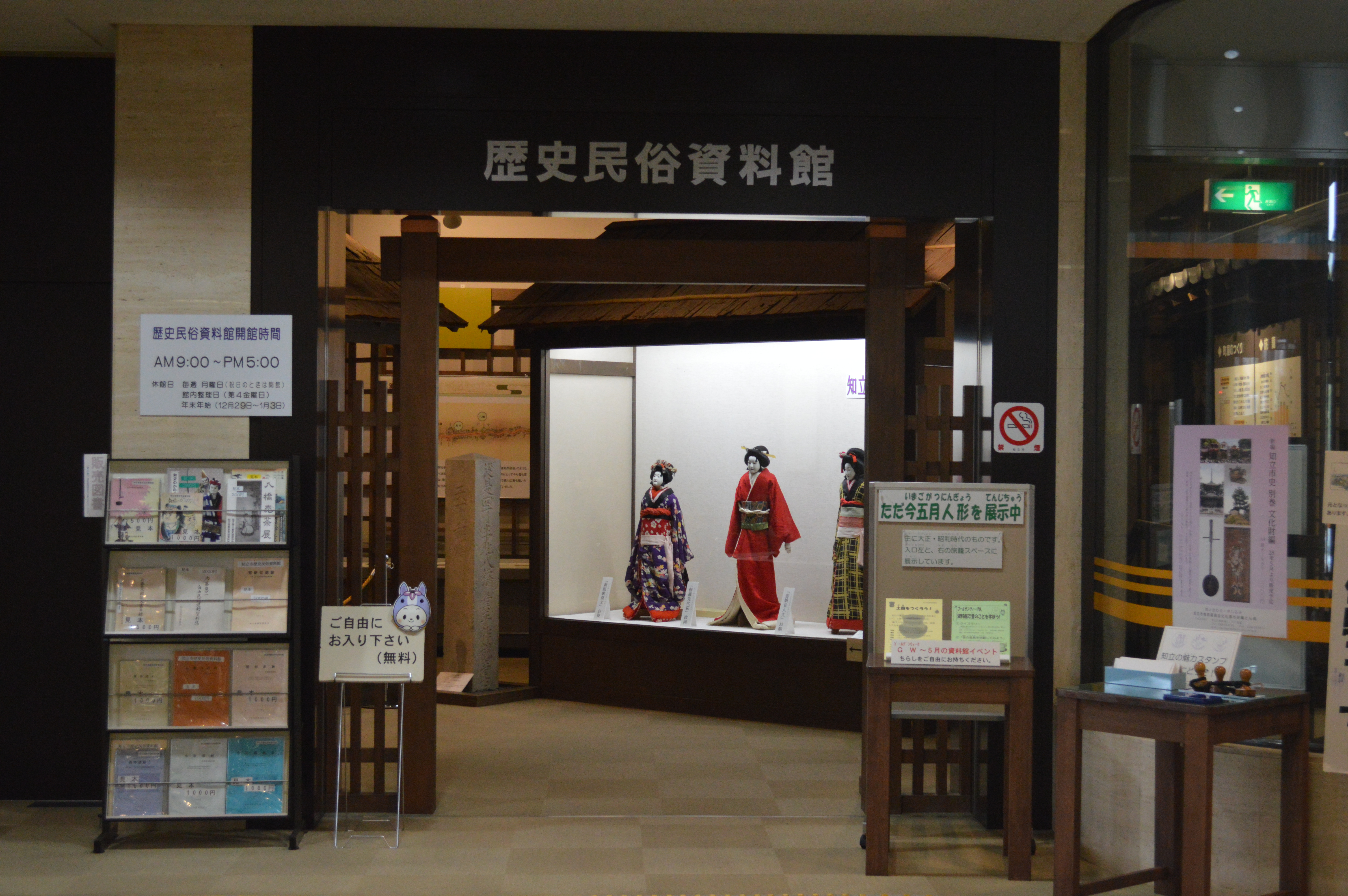
知立市歴史民俗資料館

## サービス
| 知立市図書館の利用案内 | 知立市図書館の利用案内                                                                           |
| ---------------------- | ------------------------------------------------------------------------------------------------ |
| 開館時間               | 平日は9時-19時、休日は9時から17時                                                                |
| 休館日                 | 毎週月曜日、年末年始、第4金曜日(原則)、特別整理期間                                              |
| 冊数・期間             | 図書は10点まで2週間、視聴覚資料は2点まで2週間 ※合わせて12点まで貸出可能                          |
| 貸出可能者             | 知立市・刈谷市・安城市・碧南市・高浜市及び豊田市在住・在勤・在学者                               |
| アクセス               | 名鉄名古屋本線・三河線知立駅より徒歩10分 または知立市コミュニティバス「図書館」停留所より徒歩3分 |

開館から3年が経過して蔵書冊数が増えたことから、1990年（平成2年）10月には貸出冊数を3冊から5冊に増やした。1991年（平成3年）6月には、夏季（6月から8月）の3か月間の開館時間を「9時-17時」から「9時-18時」に変更した。1992年度（平成4年度）からは祝日も開館することとし、同年8月には延べ入館者が100万人を突破した。
1995年（平成7年）4月にはビデオコーナーを設置し、貸出対象者を知立市在住・在勤・在学者のみから碧海5市在住・在勤・在学者に拡大した。1999年（平成11年）9月には開館時間を「平日は9時-19時、休日は9時-17時」に変更し、AV資料の貸出を開始、また豊田市在住・在勤・在学者にも貸出を開始した。
2010年（平成22年）4月には館内での視聴覚資料の利用を中止している。2014年（平成26年）6月には貸出冊数を10冊までとするサービスを試行し、10月には正式に貸出冊数を10冊までとした。